# Oratemnus yodai
Espèce
Oratemnus yodai est une espèce de pseudoscorpions de la famille des Atemnidae.

## Distribution
Cette espèce est endémique du Népal. Elle se rencontre vers Kapure.

## Publication originale
- Morikawa, 1968 : On some pseudoscorpions from Rolwaling Himal. Journal of the College of Arts and Sciences Chiba University, vol. 5, p. 259-263.